# サラフィー主義
サラフィー主義（サラフィーしゅぎ、アラビア語: سلفية Salafīyah サラフィーヤ / السلفية As-Salafīyah アッ＝サラフィーヤ、英語: Salafism）とは、現状改革の上で初期イスラムの時代（サラフ）を模範とし、それに回帰すべきであるとするイスラム教スンナ派の思想。スーフィーとは異なる。

## 概要
サラフィー主義は（スンナ派の）厳格派と呼ばれることもある。それが「単なる復古主義でないのは、回帰すべき原点、純化されるべき伝統がそもそも何であるかを、厳しく問うものだからである」が、現実的にはシャリーアの厳格な施行を求め、聖者崇拝やスーフィズム、シーア派を否定する。祖は13世紀から14世紀にかけ中世シリアで活動したハンバル学派のウラマー、イブン・タイミーヤであるとされ、カラームを拒むなどの特徴を持つ。近世に生じたワッハーブ派はサラフィー主義から派生したもので、今もこれに含む考えもある。近現代においてはラシード・リダーが有力な提唱者であった。

## 政治社会思想としてのサラフィー主義
サラフィー主義者はシャリーアの厳格な施行やイスラーム国家の樹立を求めるなど政治性が強いものの、基本的には非暴力的である。これに対しシャリーア施行などを実現するために武力行使をジハードと位置づけて優先する流れ（1990年代以降に台頭した）については、区別して『サラフィー・ジハード主義』（サラフィー主義・ジハード派）などと呼ばれる。
創設者ハサン・アル＝バンナーが上記のラシード・リダーに影響を受けたムスリム同胞団などもサラフィー主義を源流とするとみられるものの、より社会福祉を重視するなど経済や貧富の格差に注目する社会運動としての性格を強く築いてきた点が区別される（このため必然的に同胞団の社会政策は大きな政府となろう）。これに対しアラブの春以降の現在のサラフィー主義にはワッハーブ派であるサウジアラビアの影響も強く、利子を禁止するイスラム金融を重んじるほかは、商業や経済活動に肯定的で、ある意味資本主義的、市場経済的であり、夜警国家指向ともいえる。このようにアラブの春後の各国では同胞団系とサラフィー主義系は別々の宗教政党を作り、つば競り合いを演じた。イスラム教徒の人権が問題になっている中華人民共和国にもサウジアラビアの支援で広まったサラフィー主義を信奉するサラフィーヤ派が存在するが、中国共産党政府に公認されるまで同じ回族から迫害を受けた歴史を持ち、穏健なイフワーン派（同胞団と同じ名前だが、別の集団）とも反体制的なウイグル族の運動とも対立している。

## 主なサラフィー主義政党
- エジプト
  - ヌール党
  - 真正（アサーラ）党
  - ワタン党
  - ラーヤ党
- チュニジア
  - 改革戦線党
- イエメン
  - ラシャード連合